# Lena Mossegård
Lena Birgitta Mossegård, född den 11 november 1969 i Stockholm, är en svensk skådespelerska och teaterregissör.
Mossegård gick som ung på Skara skolscen, och fortsatte till Teaterhögskolan i Malmö 1994-97. Hon har därefter varit frilansande skådespelare på bland annat Uppsala Stadsteater, Stockholms stadsteater, Malmö Dramatiska Teater, och Riksteatern. Hon är sedan 2001 en av de konstnärliga ledarna för den fria teatergruppen Teater Komet i Stockholm.
Sedan 2011 är Lena Mossegård även verksam som frilansande regissör. Senast regisserade hon föreställningen ”Bråddjupet” (N.Tersman) som spelades våren 2018 i Benhuset, Stockholm. 2017 regisserade Mossegård en dramatisering av Gun-Britt Sundströms roman Maken, gjord av Ninna Tersman, producerad av Riksteatern.
Hon har bland annat medverkat i Getingsommar (1999), Hemma hos Marilyn (2001), Brott och straff (2001) och Ana Simovics bröst (2002) på Stockholms stadsteater, Sånt händer på Malmö Dramatiska Teater (2005-06), Von Sydowmordens gåta på Uppsala stadsteater (2006) Jungfruleken på Riksteatern (2007) och Det mest mätbara i Teater Komets gästspel på Fria Teatern (2009). Den sistnämnda pjäsen blev även radioteater i Sveriges Radio. Hon debuterade våren 2011 som regissör med en dramatisering av August Strindbergs novell Taklagsöl på Strindbergs Intima Teater. Hösten 2012 spelade hon monologen Över gränsen av Ninna Tersman i regi av Fredrik Meyer. Föreställningen producerades av Teater Komet och spelades på Stockholms stadsteaters gästspelsscen Friscen.
Mossegård medverkade i  Återträffen, regi Anna Odell, som vann Guldbaggen för bästa film och bästa manus 2014.
På tv har hon gjort sig bemärkt i rysaren Kvinnan i det låsta rummet (1998), för vilken hon vann Silvernymfen vid Festival de Télévision de Monte-Carlo. Hon har även haft mindre roller Daniél Espinosas TV-miniserie Den fördömde (2010). Mossegård medverkar i den nya Jönssonligan filmen i regi av Tomas Alfredsson. 
Mossegård har ofta hörts i Sveriges Radio. 2016 läste hon radioföljetången i SR P1, Egenmäktigt förarande, av Lena Andersson. Hon har även medverkat i ett flertal produktioner på radioteatern. 
Mossegård har ofta hörts i Sveriges Radio. Förutom i Det mest mätbara har hon även medverkat i bland annat Carmilla och Djupt vatten, De förblindade och programmet Boken i örat.

## Scenproduktioner (som regissör)
- Maken - dramatisering av Gun-Britt Sundströms roman gjord av Ninna Tersman. Riksteatern 2017
- JÄVLA PARASITER!,  av Ninna Tersman, Teater Komet/ Teater Tribunalen 2017
- JÄVLA PARASITER! av Ninna Tersman, Teater Västernorrland 2014
- SMS från Soppero, av Ann Helen Laestadius, Giron Sami Teater 2013
- Taklagsöl, August Strindberg, Strindbergs Intima Teater  2011

## Filmroller i urval
- 1998 – Kvinnan i det låsta rummet (TV-serie), regi Leif Magnusson
- 2003 – Miffo, regi Daniel LindLagerlöf
- 2007 – Dorotea i dödsriket (kortfilm)
- 2010 – Den fördömde, regi Daniel Espinosa
- 2011 – Have a Nice Day, regi Åsa Johannisson (kortfilm)
- 2013 – Återträffen, regi Anna Odell